# أوكسيليا منانغاغوا
أوكسيليا منانجاجوا (اسم الولادة: أوكسيليا كوتياوريبو؛ من مواليد 3 مارس 1963م) هي سياسية زيمبابوية وشغلت منصب السيدة الأولى في زيمبابوي منذ نوفمبر 2017م، بصفتها زوجة الرئيس إمرسون منانغاغوا. بعد أن أمضت أكثر من عشر سنوات في وزارة القوى العاملة والتنمية، انضمت إلى مكتب رئيس الوزراء في عام 1992م. تم انتخابها كعضو في البرلمان من ZANU - PF في عام 2015م، وعملت في نفس الدائرة الانتخابية مثل زوجها بعد أن أصبح نائب الرئيس تحت روبرت موغابي.

## سيرتها الشخصية
وُلدت أوكسيليا في 25 مارس 1963م في منطقة مازوي في ماشونالاند سنترال وكانت ثاني طفلة من أسرة مكونة من خمسة أفراد. نشأت في مزرعة في تشيوشي حيث التحقت بالمدرسة الابتدائية والثانوية. ثم انفصل والداها عندما كانت في الصف الثالث. فبعد الانتهاء من دورة السكرتارية في منزل سيلفيرا، شيشاواشا، في عام 1981م، عملت في وزارة القوى العاملة والتنمية تحت إدغار تكيري. التحقت بالحياة السياسية في عام 1982م وترقت في النهاية إلى المكتب السياسي. 
ومنذ عام 1992م، تم تعيينها في مكتب رئيس الوزراء وانضمت إلى جهاز المخابرات المركزية في عام 1997م. حيث تؤكد بعض التقارير أنه منذ عام 1992م، بصفتها ضابطة أمنية رفيعة المستوى في فندق شيراتون، قدمت معلومات إلى موغابي عن إيمرسون منانغاغوا الذي كان حينها الرئيس الفعلي لمدير المعلومات ولكنها تنفي هذه التأكيدات.
وفي عام 1997م، بدأت الدراسة في قسم البيئة والسياحة في جامعة زيمبابوي. ثم غادرت إلى سويسرا بعد ذلك بعامين وتخرجت من إدارة الفنادق والسياحة في عام 2001م. وعند عودتها إلى زيمبابوي، انضمت إلى قسم الشؤون المالية في ZANU-PF في كويكوي. ذلك كان بعد محاولة فاشلة للترشح لـ ZANU-PF في بلدها الأصلي مازوي سنترال، حيث انضمت إلى اللجنة المركزية للحزب في عام 2009م. ونيابة عن Zanu-PF، أنشأت عددًا من البنوك النسائية في سيلوبيلا وزهومبي وكويكوي وتشيرومانزو-زيباجوي في مقاطعة ميدلاندز في زيمبابوي.
فبعد تعيين زوجها في منصب نائب الرئيس، شغلت منصب عضو البرلمان عن تشيرومانزو- زيباجوي. وبعد انسحاب المرشحين الآخرين، فازت في الانتخابات البرلمانية الفرعية في عام 2015م.

## حياتها الشخصية
يُعتقد أنها تزوجت من إمرسون منانجاجوا بعد وفاة زوجته السابقة جين، أخت يوشيا تونغوغارا والتي أصبحت حينها زوجته الثالثة. حيث أن لديهم ثلاثة أطفال معًا: إيمرسون جونيور وشون وكولينز. 